# Nicolas Frantz

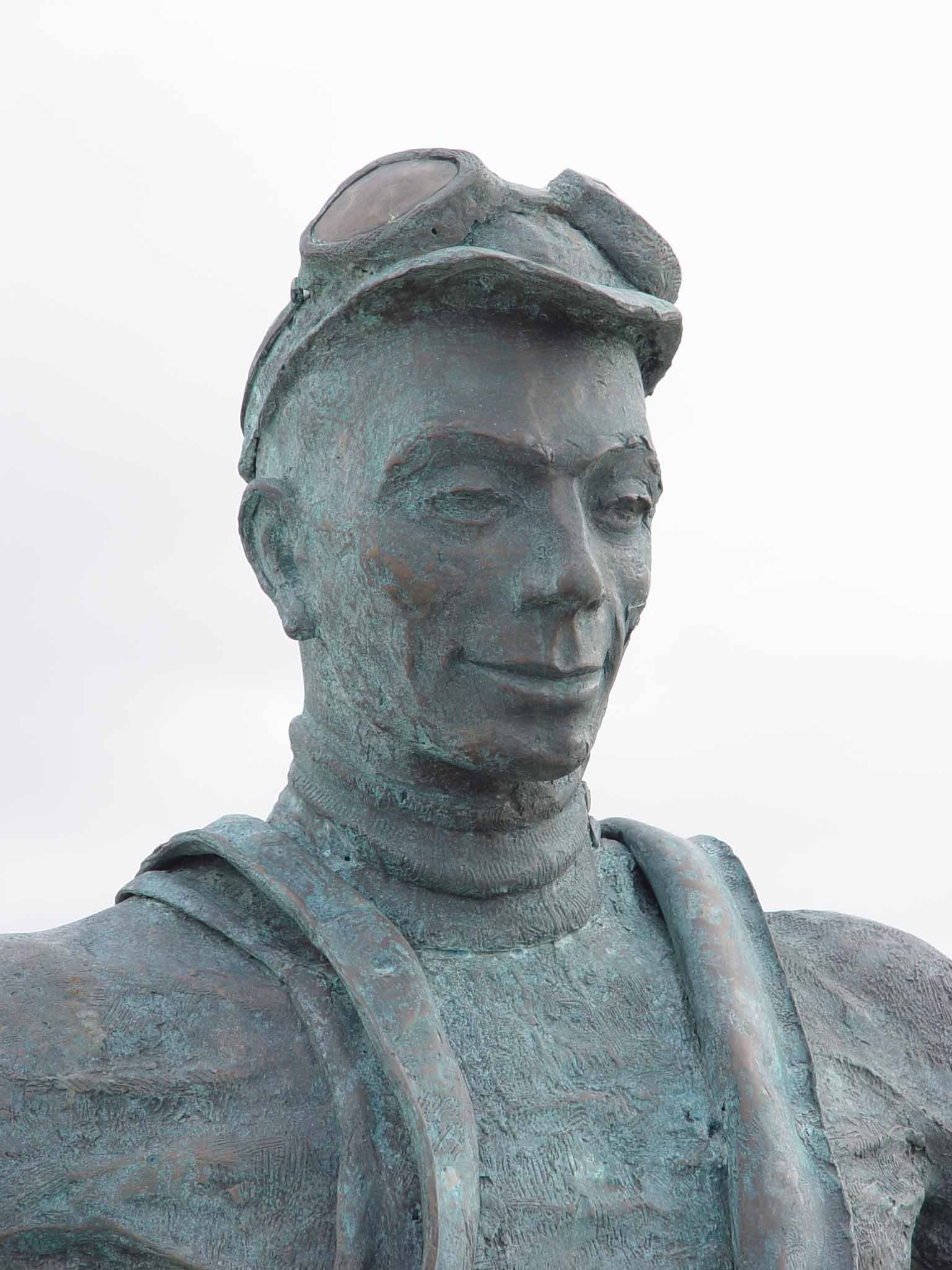
Nicolas Frantz

Nicolas Frantz (Mamer, 4 de novembre de 1899 - Luxemburg, 8 de novembre de 1985) va ser un ciclista luxemburguès, professional entre els anys 1923 i 1934, durant els quals va aconseguir una seixantena de victòries.
Nicolas Frantz fou un dels esportistes més llorejats en la història de Luxemburg. Va ser campió del seu país entre 1923 i 1934. Al Campionat del Món de ciclisme va guanyar dues medalles, una de plata i una altra de bronze.
El Tour de França va ser la cursa que li va donar fama, després de guanyar-lo dos anys consecutius, el 1927 i el 1928, a més de dos segons llocs i vint etapes guanyades (quatre d'elles en contrarellotge per equips) al llarg de les seves participacions.
Després de retirar-se del ciclisme professional, es va convertir en director esportiu, tenint sota les seves ordres al també luxemburguès Charly Gaul.

## Palmarès
- 1922
  -  Campió de Luxemburg independent
  - 1r al Gran Prix François Faber
- 1923
  -  Campió de Luxemburg
  -  Campió de Luxemburg de ciclo-cross
  - 1r a la Madrid-Santander
  - 1r al Gran Prix François Faber
  - 1r a la París-Lió
  - 1r a la París-Calais
  - 1r a la París-Reims
- 1924
  -  Campió de Luxemburg
  -  Campió de Luxemburg de ciclo-cross
  - Vencedor de 2 etapes al Tour de França
- 1925
  -  Campió de Luxemburg
  - 1r al Gran Prix de les Ardenes
  - Vencedor de 4 etapes al Tour de França
- 1926
  -  Campió de Luxemburg
  - 1r a la Volta a Euskadi i vencedor de 2 etapes
  - 1r a la París-Hayange
  - Vencedor de 4 etapes al Tour de França
- 1927
  -  Campió de Luxemburg
  - 1r al Tour de França i vencedor de tres etapes
  - 1r de la París-Brussel·les
  - 1r de la París-Longwy
- 1928
  -  Campió de Luxemburg
  - 1r al Tour de França i vencedor de cinc etapes
  - 1r de la París-Rennes
- 1929
  -  Campió de Luxemburg
  - 1r a la París-Tours
  -  Medalla de plata al Campionat del Món de ciclisme
  - Vencedor de 2 etapes al Tour de França
  - Vencedor d'una etapa de la Volta al País Basc
- 1930
  -  Campió de Luxemburg
  - 1r al Gran Prix François Faber
- 1931
  -  Campió de Luxemburg
  - Vencedor de 2 etapes a la Volta a Alemanya
- 1932
  -  Campió de Luxemburg
  - 1r a la París-Nancy
  - 1r del Critèrium de Tournai
  - 1r del Circuit Lorena-Borgonya
  -  Medalla de bronze al Campionat del Món de ciclisme
- 1933
  -  Campió de Luxemburg
  - 1r del Circuit de la Mosela
  - 1r del Gran Prix Terrot a Onans
- 1934
  -  Campió de Luxemburg

### Resultats al Tour de França
- 1924. 2n de la classificació general. Vencedor de 2 etapes
- 1925. 4t de la classificació general. Vencedor de 4 etapes
- 1926. 2n de la classificació general. Vencedor de 4 etapes
- 1927. 1r de la classificació general. Vencedor de 3 etapes
- 1928. 1r de la classificació general. Vencedor de 5 etapes
- 1929. 5è de la classificació general. Vencedor de 2 etapes
- 1932. 45è de la classificació general